# اختبار كفايات اللغة العربية
يُعدّ اختبار كفاية اللغة العربيّة اختبارًا مُوحّدًا في عدّة دول منها المملكة الأردنيّة الهاشميّة والمملكة العربيّة السّعوديّة، الهدف منه المُساعدة في تعزيز دور اللّغة العربيّة إقليميًا وعالميًا عن طريق تشجيع ودعم استخدامها.

## اختبار كفاية اللّغة العربيّة في السّعوديّة
في عام 2022م أطلق مجمع الملك سلمان العالميّ للّغة العربيّة، بالتّعاون مع هيئة تقويم التّعليم والتّدريب، مشروع بناء اختبار كفاية اللّغة العربيّة في مرحلته الأولى، وكان ذلك سعيًا إلى تحقيق مستهدفات رؤية السّعوديّة 2030 الهادفة إلى تعزيز حضور اللّغة العربيّة، ودعم انتشارها واستخدامها، وتأكيد مكانتها وتطبيقها، كما يسعى المشروع إلى بناء اختبار مقنن يقيس المهارات اللّغويّة وهي، القراءة، الكتابة، الاستماع والتّحدث، مُتوافقًا مع معايير الإطار الأوروبيّ المُشترك للغات "CEFR".
لقد صُمّم اختبار كفاية لطلاب اللّغة العربيّة من غير النّاطقين بها في السّعوديّة، والجّامعات الإقليميّة والدّوليّة، والمُنظّمات الّتي تُوظّف النّاطقين باللّغة العربيّة من غير النّاطقين بها للمُساعدة في رفع قُدرات ومُستويات التّأهيل في اللّغة، كما سيُساعد الاختبار في قياس قُدرة غير النّاطقين باللّغة العربيّة على الدّراسة والتّخصص في اللّغة العربيّة أو أي مجال ذات الصلة، ودراسة التّخصّصات الأُخرى في اللّغة العربيّة كتخصّص التّاريخ والقانون، للتّأكّد من أنّ الطلبة مؤهّلون لغويًا بدرجة كافية لدراسة أو تدريس أي مجال في اللغة العربيّة.

## اختبار كفاية اللّغة العربيّة في الأردن
يتطلّب تعيين معلم أو عضو هيئة تدريس في التّعليم العالي، أو مذيع، أو معدّ، أو محرّر في أي مؤسسة إعلامية اجتياز امتحان الكفاية في اللّغة العربيّة، ومع ذلك، يُستثنى من هذا الامتحان المُعلّمون الّذين ليسوا ناطقين باللّغة العربيّة، أو الذين يدرسون بلغة أجنبية وتم استقدامهم من قبل مؤسّسة تعليميّة بموافقة وزارة التّربية والتّعليم أو وزارة التّعليم العالي والبحث العلميّ، وذلك حسب الحاجة والظّروف الخاصّة للتّدريس بلغة أجنبيّة، وكذلك العاملون في الأقسام الأجنبيّة في وسائل الإعلام، ويتم عقد الامتحان من قِبل مجمع اللّغة العربيّة، والهدف من عقده حسب ما قاله أمين المجمع سابقًا، هو إعادة الهيبة للّغة العربيّة؛ لأنّها أساس هويّة الأمة ومُستودع ثقافتها.

## وصلات خارجيّة
- نظام وتعليمات امتحان الكفاية.